# Лагуны острова Делфт
Лагуны острова Делфт — несколько мелководных лагун на севере Шри-Ланки на острове Делфт в округе Джафна (Северная провинция), в том числе Веддук-Кулам, Перия-Кулам, Аричандапидди-Кулам и Веллайкали. Остров Делфт — это несколько низменных коралловых островов, объединившихся в один, общей площадью около 6000 гектар (примерно 8 на 8 километров), расположенных в проливе Полк (Полкском проливе) между полуостровом Джафна и городом Рамешварам в Индии севернее Адамова моста. Крупнейший водоём — Перия-Кулам — представляет собой мелководную лагуну площадью около 200 гектар, западный берег его покрывают пальмировые пальмы, а остальные — затопленные луга с выходами кораллов.
Лагуны окружают травянистые равнины, пустоши, кустарники, кокосовые рощи и небольшие сезонные сельскохозяйственные угодья местных жителей. Сами лагуны принадлежат государству, тогда как их берега частично находятся в частной собственности. В лагунах ловит рыбу немногочисленное местное население, больше никакого значения для народного хозяйства они не имеют, какой либо значительной соледобычи не ведётся.
Лагуны острова Делфт играют важную роль для перелётных американских фламинго, уток, чаек, крачек и куликов.
На берегу расположен городок Мавелитурай.